# Чугаев, Владимир Петрович
Владимир Петрович Чугаев (укр. Володимир Петрович Чугайов; 23 июля 1924 года, Каменец-Подольский — 5 января 2000 года, Львов) — советский украинский учёный-историк, партийный и советский деятель. Ректор Львовского университета (1981—1990).

## Биография
Участник Второй мировой войны, капитан 68-й гвардейской стрелковой дивизии.
В 1950 году окончил факультет международных отношений Киевского государственного университета, а в 1956 году — аспирантуру при Академии общественных наук ЦК КПСС.
В 1951—1954 гг. — преподаватель Львовского политехнического института. В 1951—1953 — помощник секретаря Львовского областного комитета КП(б)У. В 1953—1958 — старший преподаватель Львовской высшей партийной школы. Кандидат исторических наук (тема «Массово-политическая работа партийных организаций в деревне в годы пятой пятилетки (1951—1955 гг.)», Москва, 1956). Доцент (1960).
С 1958 по январь 1963 — заведующий отделом пропаганды и агитации, секретарь Львовского областного комитета КПУ.
С января 1963 по декабрь 1964 — секретарь Львовского сельского областного комитета КПУ.
С декабря 1964 по сентябрь 1969 — секретарь Львовского областного комитета КПУ.
В 1969—1973 гг. — советник посольства СССР в Польской Народной Республике.
В 1973—1981 гг. — директор Института общественных наук АН УССР, Львов
Ректор Львовского университета (1981—1990). Доктор исторических наук (тема «Революционная борьба трудящихся Польши и Западной Украины против фашизма и войны, 1933—1939 гг.», Львов, 1981). Профессор (1983). В 1981—1990 — заведующий кафедрой новой и новейшей истории Львовского государственного университета. В 1990—1997 — профессор кафедры.
Автор около 100 научных работ.